# Solenopsis latro latro
Solenopsis latro latro é uma subespécie de insetos himenópteros, mais especificamente de formigas pertencente à família Formicidae.
A autoridade científica da subespécie é Forel, tendo sido descrita no ano de 1894.
Trata-se de uma subespécie presente no território português.